# Compus de cinci tetrahemihexaedre
În geometrie compusul de cinci tetrahemihexaedre este un compus poliedric uniform realizat dintr-un  aranjament simetric de cinci tetrahemihexaedre. Este chiral, cu simetrie icosaedrică (I).
Are indicele de compus uniform UC18.

## Poliedre înrudite

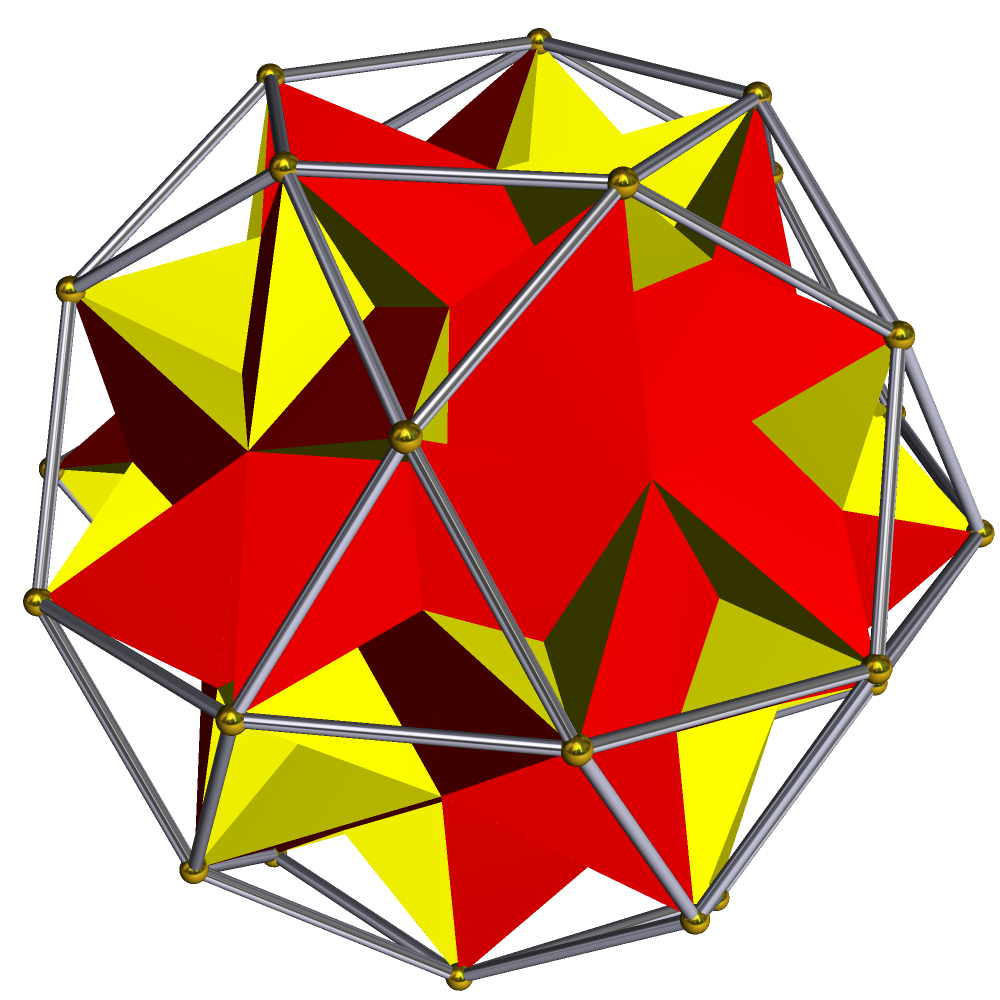
Cinci tetrahemihexaedre într-un icosidodecaedru

Anvelopa sa convexă este un icosidodecaedru. Prin urmare, compusul este o fațetare a unui icosidodecaedru, prezentat mai jos în stânga. Are în comun laturile și fețele triunghiulare cu compusul de cinci octaedre.
| Icosidodecaedru | Compus de cinci octaedre | Compus de cinci tetrahemihexaedre |